# Nicholas Ray
Pour les articles homonymes, voir Ray.
Cet article possède un paronyme, voir Nicolas Rey.
Nicholas Ray, de son vrai nom Raymond Nicholas Kienzle, est un réalisateur, scénariste et acteur américain né le 7 août 1911 à Galesville (Wisconsin) et mort le 16 juin 1979 à New York (New York).

## Biographie

### Jeunesse et formation
Nicholas Ray,,,,,,, est le plus jeune d'une fratrie de quatre enfants dont trois sœurs : Alice, Ruth et Helen. Sa mère, Olene Kienzle (née Toppen), est artiste. Son père, Raymond Nicholas Kienzle, Sr., allemand catholique devenu luthérien, a déjà deux filles d'un mariage précédent, il est alcoolique et violent avec ses enfants.
Nicholas Ray étudie d'abord à l'Université de Chicago, qu'il quitte en 1932 ; il déménage ensuite à New York et change de nom. Puis il retourne au Wisconsin, invité par Frank Lloyd Wright, avec qui il étudie à la Villa Taliesin, une école d'architecture. Il quitte à nouveau cette école pour revenir à New York.
Nicholas Ray s'est aussi impliqué dans le folklore dans les années 1930 et 1940.

### Carrière
En 1938, il est employé par la Works Progress Administration (WPA), et collabore au Comité mixte sur les arts populaires, dirigé par Benjamin A. Botkin(en) et Charles Louis Seeger(en). Dans le cadre de ce comité, il a effectué des travaux sur le terrain dans le Dakota du Sud. Grâce à ses relations avec son ami de longue date, Alan Lomax, Ray a écrit et réalisé les épisodes de l’émission radiophonique Back Where I Come From diffusée par la CBS de 1940-1941.
Avec à peine cent dollars en poche, il rejoint le groupe du Théâtre d'Improvisation de New York. Il y rencontre le producteur Elia Kazan, surtout connu pour sa façon peu commune de pousser ses étudiants jusqu'à leurs limites ; cette façon d'enseigner marque Nicholas Ray pour le reste de sa vie. D'ailleurs, lorsque Kazan produit son premier film à Hollywood Le Lys de Brooklyn, il est engagé comme assistant.
En 1936, Ray épouse Jean Evans (née Jean Abrams), une journaliste dont il divorce en 1940 mais qui lui donne un fils, Anthony Ray, dit Tony (1937-2018). Il commence alors à réaliser ses propres films : le premier, Les Amants de la nuit, puis en 1948, Secret de femme, avec Gloria Grahame, qu'il épouse à la suite du tournage en 1948 et dont il aura un fils, Timothy. Il s'en sépare en 1950, après avoir surpris Gloria couchant avec Tony (qui n'avait que 13 ans à l'époque) ; le divorce est prononcé en 1952. Tony épouse par la suite Gloria Grahame.
Ray enchaîne les tournages : Les Ruelles du malheur avec Humphrey Bogart, Le Violent, en 1950. Viennent ensuite Born to Be Bad, de Les Diables de Guadalcanal (avec John Wayne), La Maison dans l'ombre, Les Indomptables et surtout Johnny Guitare, qui remporte un très grand succès.
Après cette réussite, Nicholas Ray est contacté par la Warner Bros.. La Warner, qui a acheté les droits de Rebel Without a Cause, un livre écrit par le psychiatre Robert M. Lindner en 1944 sur les adolescents violents, lui demande d'en réaliser l'adaptation cinématographique et envisage pour les rôles principaux de faire appel à Marlon Brando et Sidney Lumet. Mais ceux-ci refusent le projet.
Le sujet de la délinquance juvénile, omniprésent depuis longtemps dans les médias américains, incite Ray à s'engager dans le projet : « Ce n'était ni le psychopathe ni le fils d'une famille mal famée qui m'intéressait ». Ray commence cependant à écrire sa propre histoire, The Blind Run, une histoire crue faite d'une suite de scènes choquantes et brutales, d'actes criminels, en 17 pages. Avec le producteur David Weisbart, il refond l'histoire pour la rendre plus acceptable. Ray réalise toute l'absurdité des théories de Lindner dont Rebel Without a Cause (La Fureur de vivre) doit faire état : les méchants viennent de petites familles pauvres, les riches sont les gentils  « C'est totalement faux, dit Ray. C'est nous tous ».
Pour peaufiner le scénario de Rebel, Ray fait appel à un dynamique auteur de 32 ans, Stewart Stern. Et sur les conseils de Kazan, Ray choisit James Dean pour jouer le personnage principal. La Warner Bros doute du choix de l'acteur principal, elle aurait plutôt aimé de plus jeunes acteurs, des étoiles montantes, comme Robert Wagner, Tab Hunter ou John Kerr. Le rôle principal féminin revient à Natalie Wood, alors âgée de 16 ans, avec qui Ray aurait eu une liaison durant le tournage. La bande sonore du film bénéficie du concours de Leonard Rosenman, qui a composé la musique pour À l'est d'Éden.
James Dean meurt peu après, une semaine avant la première de La Fureur de vivre. Alors que par son destin tragique Dean entre dans la légende, Ray est anéanti par sa mort. Il épouse en 1958 une danseuse, Betty Utley, dont il divorce en 1964, après la naissance de deux filles : Nica et Julie.
Ray réalise Le Roi des rois et Les 55 Jours de Pékin. Le malaise cardiaque qui le terrasse sur le plateau des 55 jours brise sa carrière, il devient alcoolique et joueur compulsif, il perd sa fortune. De plus en plus exalté au sujet de James Dean, il affirme que ce dernier lui a légué des biens matériels. Restaurateur un moment, il fait faillite. Il se perd dans ses soucis financiers, sa santé est de plus en plus déficiente, il perd l'usage de son œil droit, et porte un bandeau noir. Il enseigne le cinéma de façon incongrue au Lee Strasberg Theater and Film Institute et au Harpur College of Arts and Sciences de la Binghamton University, succursale de l'Université d'État de New York, et réalise avec ses étudiants de New York We can't go home again, un autoportrait filmé en partie en vidéo, en 1973, avec pour actrice Susan Schwartz, sa quatrième et dernière épouse, une étudiante âgée de 18 ans rencontrée en 1969, à l'université de Chicago.

#### Projet avorté
Selon Bill Wyman, le premier bassiste des Rolling Stones, leur album Aftermath a été initialement conçu comme la bande sonore d'un long métrage intitulé Back, Behind and Front qui devait être dirigé par Nicholas Ray. Doté d'un budget de 1 250 000 dollars, le film ne verra cependant jamais le jour car Mick Jagger — le leader des Stones — et Nicholas Ray ne réussirent pas à s'entendre.

### Vie privée
Nicholas Ray s'est marié quatre fois. En 1936, avec Jean Evans, ils divorcent en 1940, ils ont un fils Anthony,
En 1948, avec l'actrice Gloria Grahame, ils divorcent en 1952, à la suite d'une affaire d'inceste, où Gloria aurait été surprise au lit avec Antony, le fils de Nicholas Ray,.
En 1958, avec la danseuse Betty Utley, ils divorcent en 1964, le couple donne naissance à deux filles Nica et Julie.
En 1969, avec Susan Schwartz,.

### Mort
Malgré plusieurs opérations, Nicholas Ray décède d'un cancer des poumons le 16 juin 1979. Ses derniers mois de vie ont été filmés dans Nick's Movie par son ami Wim Wenders, qui l'avait fait jouer deux ans auparavant dans L'Ami américain.
Il repose au Oak Grove Cemetery de La Crosse dans le Wisconsin.

### Archives
Les archives de Nicholas Ray sont déposées à la Nicholas Ray Foundation, fondée et présidée par Susan Ray et assistée par un conseil d'administration où figurent Bernard Eisenschitz, Victor Erice, Jim Jarmusch, Philip Kaufman, Marco Muller, Walter Murch, Jonathan Rosenbaum, Barbet Schroeder et Rudolph Wurlitzer. La Nicholas Ray Foundation est hébergée au  Harry Ransom Center (en), de l'université du Texas à Austin.

## Nicholas Ray et le cinéma hollywoodien
Nicholas Ray,, est l'un des initiateurs de l'évolution du cinéma hollywoodien dans l'après-deuxième guerre mondiale, avec entre autres Elia Kazan. Les traits marquants de ce nouveau cinéma est la figure de l'anti-héros : loin des canons d'avant-guerre, les personnages principaux de ces films sont des «perdants», des marginaux, des héros vieillissants ou fatigués, en décalage avec leur milieu ou leur époque. Cela est particulièrement vrai dans l'œuvre de Nicholas Ray où, le plus souvent, le héros ou un des personnages principaux connaît une fin tragique.
Même quand il s'attaqua à un genre hollywoodien par excellence, la superproduction biblique, avec Le Roi des rois (d'ailleurs inspiré par le maître du genre, Cecil B. De Mille, qui réalisa un film du même titre et sur le même thème en 1927), le traitement de son sujet resta dans la tonalité du reste de sa filmographie, puisque contrairement à la pratique antérieure, qui choisissait en général ses thèmes dans l'Ancien Testament et en tout cas dans une approche laudative, exultante et pieuse, il choisit de traiter ce qui fait le cœur du Nouveau Testament et des Évangiles, la vie de Jésus, mais en s'attachant moins tant à l'aspect religieux du thème qu'au parcours terrestre de l'individu dans un mode de narration proche de celui du peplum, parcours qui, d'un point de vue objectif, est celle d'un loser, rejeté par les institutions religieuses hébraïques et condamné à mort par l'occupant romain, hors toute considération sur le devenir de son message ou sa nature divine.
La spécificité de Nicholas Ray dans le cinéma américain et plus spécialement hollywoodien est que, contrairement à beaucoup de ses contemporains (Elia Kazan et Joseph Losey, déjà cités, mais aussi Jules Dassin et bien d'autres cinéastes du début des années 1950), sa filmographie reste inscrite dans le « cinéma de genre » (western, film noir, superproduction « antique », peplum...) mais aussi que, contrairement à ses autres contemporains « classiques », dans chaque genre où il s'illustre il dynamite les canons : le personnage central est donc souvent un « anti-héros », les personnages masculins apparaissent souvent faibles ou emplis de doute, dans nombre de ses films le personnage fort est une figure féminine, enfin il introduit souvent un élément qui fera le cœur des films de genre dans les décennies suivantes, celui de la violence sans but. L'œuvre de Sam Peckinpah ou de Don Siegel (pourtant son contemporain), de même que celle de bien des réalisateurs italiens de western spaghetti, au premier rang desquels Sergio Leone, sont très redevables des thématiques et de l'esthétique de Nicholas Ray.

### Le tragique dans l'œuvre de Nicholas Ray
Un trait paradoxal de ce réalisateur est l'absence réelle de suspense dans ses films dont c'est pourtant un ressort essentiel (films noirs, westerns, thrillers). On peut le considérer comme un auteur tragique en ce sens que la trajectoire de ses personnages est le plus souvent prévisible dès le début du film, d'une manière assez similaire aux procédés de la tragédie grecque.
Comme dans la tragédie, Nicholas Ray fait reposer la tension du récit non sur l'indétermination, mais sur cette prévisibilité, le spectateur étant alors captivé par une attente contradictoire entre l'anticipation d'une fin inéluctable et le désir de voir les héros échapper à cette fin.

## Influence
Dans les décennies suivant son apogée, Ray reste une influence majeure pour de grands réalisateurs :
- Jean-Luc Godard est un grand laudateur du cinéaste qui « personnifiait le cinéma » à ses yeux[42].
- Martin Scorsese[43] admire particulièrement Johnny Guitare, La Fureur de vivre et Derrière le miroir. Il a notamment inclus des extraits de ces films dans son documentaire : Un voyage avec Martin Scorsese à travers le cinéma américain.
- Curtis Hanson apparaît dans un documentaire pour le DVD de Le Violent, exprimant son analyse du film qui était l'une des nombreuses influences pour la réalisation de son L.A. Confidential (1997)[44].
- François Truffaut[45] a écrit sur Ray (très présent dans son livre Les Films de ma vie). Il affirme que Les Amants de la nuit (1949) est le meilleur film de Ray, mais accorde une grande place également à Derrière le miroir et Johnny Guitare.
- Wim Wenders est un autre de ses admirateurs européens, lui rendant hommage dans de nombreux films. Il donne un petit rôle au cinéaste dans son film L'Ami américain. Puis ils co-signent Nick's Movie, semi-documentaire qui montre les deux cinéastes collaborant à la conception d'un nouveau film quelques semaines avant la mort de Ray.
- Alors enseignant à la New York University, Ray eut Jim Jarmusch[46] comme élève, le jeune cinéaste indépendant devint son assistant. En retour, Jarmusch lui demanda conseil pour ses scénarios.
- Quentin Tarantino[47] est également un grand admirateur de Ray dont il cite souvent l'influence dans de nombreuses interviews (Les Amants de la Nuit est d'ailleurs un de ses films préférés). On trouve en effet, aussi bien dans ses films (Reservoir Dogs) que dans ses scénarios tournés par d'autres (True Romance), la même dimension tragique de ces personnages prédestinés.

## Filmographie

### Réalisateur

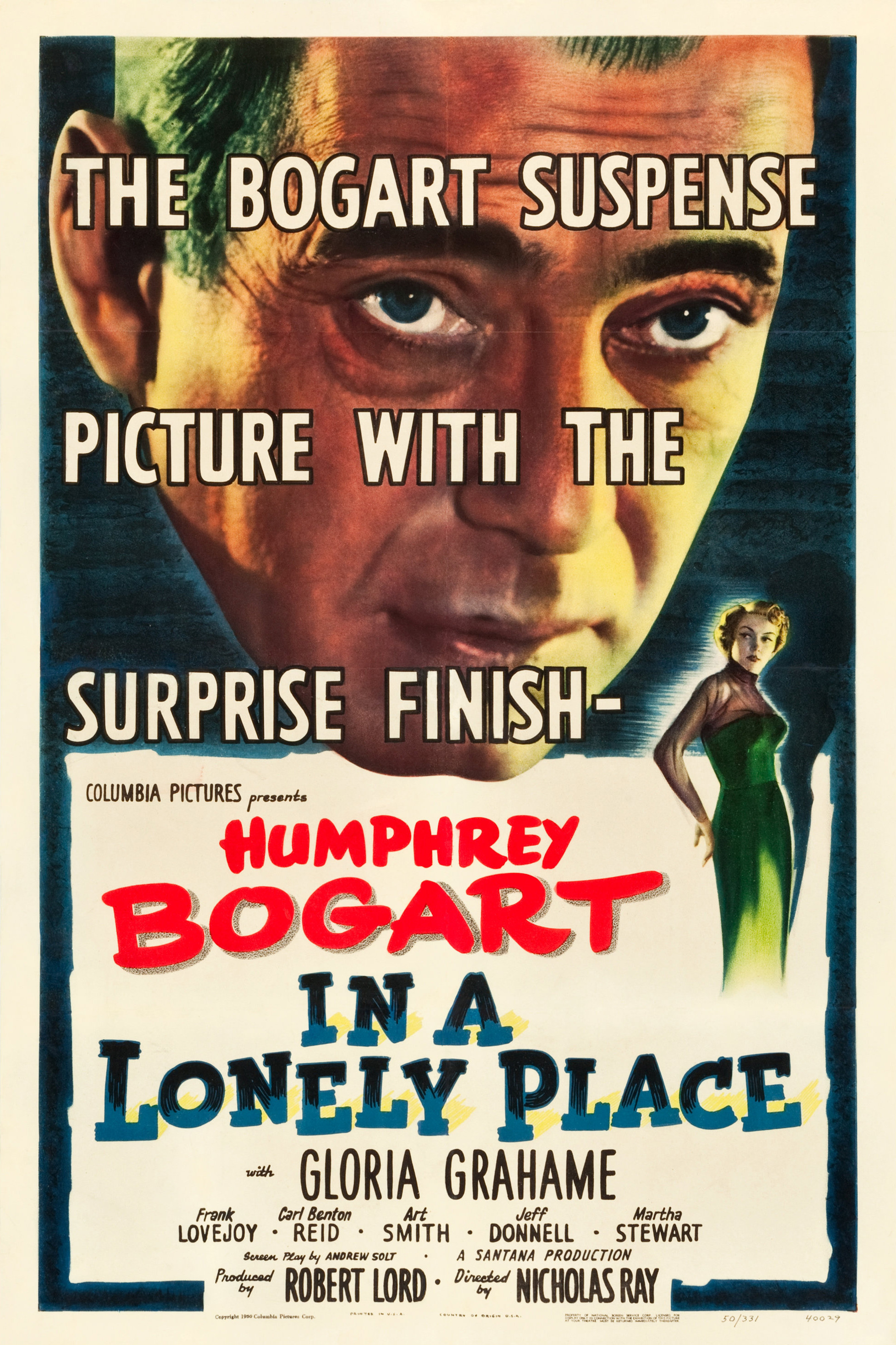
Le Violent (1950)

#### Au cinéma
- 1949 : Les Amants de la nuit[48] (They Live by Night[49])
- 1949 : Secret de femme (A Woman's Secret)[50]
- 1949 : Les Ruelles du malheur (Knock on Any Door)[51]
- 1949 : Roseanna McCoy (non crédité)
- 1950 : Le Violent[52] (In a Lonely Place[53])
- 1950 : La Femme aux maléfices (Born to Be Bad)[54]
- 1951 : Les Diables de Guadalcanal[55] (Flying Leathernecks)[56]
- 1951 : The Racket[57] (avec John Cromwell, Tay Garnett, Mel Ferrer et Sherman Todd)
- 1952 : La Maison dans l'ombre[58] (On Dangerous Ground)
- 1952 : Le Paradis des mauvais garçons[59] (Macao) en remplacement de Josef von Sternberg
- 1952 : Les Indomptables (The Lusty Men)
- 1952 : Androclès et le Lion (Androcles and the Lion) (non crédité)
- 1954 : Johnny Guitare (Johnny Guitar)[60]
- 1955 : À l'ombre des potences[61] (Run for Cover)[62]
- 1955 : La Fureur de vivre (Rebel Without a Cause)[63],[64]
- 1956 : L'Ardente Gitane (Hot Blood)[65]
- 1956 : Derrière le miroir[66] (Bigger Than Life)
- 1957 : Jesse James, le brigand bien-aimé[67] (The True Story of Jesse James)
- 1957 : Amère Victoire[68] (Bitter Victory)[69]
- 1958 : La Forêt interdite[70] (Wind Across the Everglades)
- 1958 : Traquenard (Party Girl)[71],[72]
- 1959 : Les Dents du diable (The Savage Innocents)[73]
- 1961 : Le Roi des rois (King of Kings)[74]
- 1963 : Les 55 Jours de Pékin (55 Days at Peking)[75]
- 1968 : Œdipe Roi (Oedipus the King), d'après la tragédie grecque de Sophocle[41]
- 1974 : Wet Dreams - segment The Janitor[76]
- 1976 : We Can't Go Home Again[77],[78]
- 1978 : Marco (court métrage)
- 1980 : Nick's Movie ou Lightning Over Water, coréalisé avec Wim Wenders[79]

#### À la télévision
Séries télévisées
- 1954 : General Electric Theater, saison 3, épisode 4 : "High Green Wall"
- 1959 : On Trial, saison 2, épisode 7 : "High Green Wall".

### Scénariste
- 1945 : The Caribbean Mystery
- 1949 : Les Amants de la nuit (They Live by Night)
- 1952 : La Maison dans l'ombre (On Dangerous Ground)
- 1954 : Johnny Guitare (Johnny Guitar)
- 1956 : Derrière le miroir (Bigger Than Life)
- 1957 : Amère Victoire (Bitter Victory)
- 1959 : Les Dents du diable (The Savage Innocents)
- 1976 : We Can't Go Home Again
- 1980 : Nick's Movie ou Lightning Over Water

### Acteur
- 1945 : Le Lys de Brooklyn (A Tree Grows in Brooklyn) d'Elia Kazan : Bakery clerk
- 1955 : La Fureur de vivre (Rebel Without a Cause) de Nicholas Ray : homme dans le dernier plan
- 1963 : Les 55 Jours de Pékin (55 Days at Peking) de Nicholas Ray, Andrew Marton et Guy Green : ministre américain
- 1974 : Rêves humides (it) (Wet Dreams) de Nicholas Ray (et plusieurs autres)
- 1977 : L'Ami américain (Der Amerikanische Freund) de Wim Wenders : Derwatt, le peintre faussaire
- 1979 : Hair de Miloš Forman : le général
- 1980 : Nick's Movie ou Lightning Over Water : lui-même

## Récompenses et nominations

### Nominations
- 1956 : nommé à l'Oscar du meilleur scénario original pour La Fureur de vivre.
- 1956 : nommé au Lion d'or de la Mostra de Venise pour Derrière le miroir.
- 1957 : nommé au Lion d'or de la Mostra de Venise pour Amère Victoire.